# Октябрь (Курська область)
Октябрь (рос. Октябрь) — селище в Касторенському районі Курської області Російської Федерації.
Населення становить 9 осіб. Входить до складу муніципального утворення Успенська сільрада.

## Історія
Населений пункт розташований на території українського етнічного та культурного краю Східна Слобожанщина.
Від 2004 року входить до складу муніципального утворення Успенська сільрада.

## Населення
| 2002 | 2010 |
| ---- | ---- |
| 29   | ↘9   |